# Misery (piosenka)
Misery – utwór zespołu The Beatles, napisany przez Lennona i McCartneya, podczas prac nad płytą Please Please Me. Utwór znalazł się na tej płycie oraz na EP promującym ten album.

## Kompozycja
Piosenka, napisana przez Johna i Paula, jednak wkład Johna był większy. W jednym z wywiadów Lennon mówiąc o Misery powiedział, że to on bardziej się napracował przy pracach nad skomponowaniem. Według McCartneya, zarówno on, jak i John włożyli tyle samo wysiłku w pracę nad tą kompozycją.

## Nagranie
Utwór nagrano 11 lutego w studiu przy Abbey Road, gdy zespół pracował nad albumem Please Please Me. Misery zostało nagrane specjalnie dla Helen Shapiro na prośbę jej menadżera Norrie’ego Paramora, który poszukiwał nowych materiałów na nowy album Helen. The Beatles zgodzili się na pracę nad utworem, wskutek czego powstało Misery.
Normalna szybkość taśmy przy nagrywaniu wynosiła 15 cali na sekundę, jednak przy wykonywaniu Misery jej szybkość zwiększono do 30 cali na sekundę na życzenie George’a Martina, który później chciał dograć partię fortepianu, a wolał zrobić to wolniej grając o oktawę niżej.

## Wydanie
- Misery jest drugim utworem wydanym na stronie A albumu Please Please Me.
- Misery zostało również wydane na EP promującym tę płytę.

## Wykonawcy
- Paul McCartney – gitara basowa, wokal prowadzący
- John Lennon – gitara rytmiczna, wokal harmoniczny
- George Harrison – gitara prowadząca
- Ringo Starr – perkusja
- George Martin – fortepian

## Covery
- Kenny Lynch
- The Flamin Grovies Shame Some Action (1976)
- Eva Braun Unplugged (1993)